# Lycosa wangi
Lycosa wangi là một loài nhện trong họ Lycosidae.
Loài này thuộc chi Lycosa. Lycosa wangi được Chang-Min Yin, Peng & Jia-Fu Wang miêu tả năm 1996.